# Vénérolles
Vénérolles és un municipi francès situat al departament de l'Aisne i a la regió dels Alts de França. L'any 2007 tenia 229 habitants.

## Demografia

### Població
El 2007 la població de fet de Vénérolles era de 229 persones. Hi havia 82 famílies de les quals 16 eren unipersonals (8 homes vivint sols i 8 dones vivint soles), 33 parelles sense fills, 29 parelles amb fills i 4 famílies monoparentals amb fills.
La població ha evolucionat segons el següent gràfic:
Habitants censats

### Habitatges
El 2007 hi havia 113 habitatges, 94 eren l'habitatge principal de la família, 13 eren segones residències i 6 estaven desocupats. Tots els 113 habitatges eren cases. Dels 94 habitatges principals, 70 estaven ocupats pels seus propietaris, 18 estaven llogats i ocupats pels llogaters i 5 estaven cedits a títol gratuït; 1 tenia una cambra, 21 en tenien tres, 31 en tenien quatre i 41 en tenien cinc o més. 73 habitatges disposaven pel capbaix d'una plaça de pàrquing. A 45 habitatges hi havia un automòbil i a 41 n'hi havia dos o més.

### Piràmide de població
La piràmide de població per edats i sexe el 2009 era:
| Homes | Edats   | Dones |
| ----- | ------- | ----- |
| 0     | 95 o +  | 0     |
| 0     | 90 a 94 | 0     |
| 0     | 85 a 89 | 4     |
| 0     | 80 a 84 | 0     |
| 4     | 75 a 79 | 0     |
| 4     | 70 a 74 | 8     |
| 4     | 65 a 69 | 4     |
| 8     | 60 a 64 | 4     |
| 4     | 55 a 59 | 8     |
| 4     | 50 a 54 | 4     |
| 20    | 45 a 49 | 8     |
| 12    | 40 a 44 | 20    |
| 8     | 35 a 39 | 16    |
| 8     | 30 a 34 | 8     |
| 8     | 25 a 29 | 0     |
| 12    | 20 a 24 | 12    |
| 16    | 15 a 19 | 24    |
| 0     | 10 a 14 | 8     |
| 12    | 5 a 9   | 4     |
| 4     | 0 a 4   | 4     |

## Economia
El 2007 la població en edat de treballar era de 151 persones, 102 eren actives i 49 eren inactives. De les 102 persones actives 90 estaven ocupades (59 homes i 31 dones) i 12 estaven aturades (3 homes i 9 dones). De les 49 persones inactives 15 estaven jubilades, 5 estaven estudiant i 29 estaven classificades com a «altres inactius».

### Ingressos
El 2009 a Vénérolles hi havia 87 unitats fiscals que integraven 213 persones, la mediana anual d'ingressos fiscals per persona era de 15.325 €.

### Activitats econòmiques
Dels 4 establiments que hi havia el 2007, 1 era d'una empresa extractiva, 2 d'empreses de construcció i 1 d'una empresa immobiliària.
L'any 2000 a Vénérolles hi havia 10 explotacions agrícoles que ocupaven un total de 384 hectàrees.

## Poblacions més properes
El següent diagrama mostra les poblacions més properes.